# Nazionale maschile under 15 di baseball dell'Ucraina
La nazionale maschile under 15 di baseball ucraina rappresenta l'Ucraina nelle competizioni internazionali di età non superiore ai quindici anni.

## Piazzamenti

### Europei
- 1996 :  3°
- 1997 :  3°
- 2015 :  3°